# Governador Valadares (tiểu vùng)
Governador Valadares là một tiểu vùng thuộc bang Minas Gerais, Brasil. Tiều vùng này có diện tích 11327 km², dân số năm 2007 là 396379 người.